# Джарре
Джарре (итал. Giarre) — коммуна в Италии, располагается в регионе Сицилия, подчиняется административному центру Катания.
Население составляет 26 808 человек (на 2004 г.), плотность населения составляет 978 чел./км². Занимает площадь 27 км². Почтовый индекс — 95014. Телефонный код — 095.
Название коммуны происходит от Джара — сосуда для хранения зерна и жидкостей, напоминающего по форме амфору.
Покровителем коммуны почитается Sant Isidoro Agricola. Праздник ежегодно празднуется 10 мая. Также коммуне (frazione Macchia) покровительствуют Пресвятая Богородица (Maria SS. della Provvidenza), празднование в последнее воскресение октября, и святой Вит, празднование в последнее воскресение августа.

## Известные уроженцы
- Ромео, Розарио (1924—1987) — историк, член Европейского парламента (1984—1987).